# La città sepolta (romanzo)
La città sepolta (Sandstorm) è un romanzo thriller fantascientifico di James Rollins del 2004. È stato tradotto in italiano nel 2008. Con questo libro inizia la serie sulla Sigma Force.

## Trama
British Museum, Londra. Durante una tempesta un fulmine globulare causa una reazione a catena che fa esplodere una grossa porzione dell'edificio, uccidendo una guardia. La dottoressa Safia al-Maaz esamina quello che resta dei reperti assieme alla proprietaria di quell'ala del museo e sua amica fin dall'infanzia Kara Kensington, scoprendo inglobata all'interno di una statua un cuore di ferro meteorico.
La situazione si complica quando l'agente operativo della Sigma Force Painter Crowe viene mandato a indagare sul luogo dell'esplosione, sventando per un soffio il furto del cuore di ferro, primo indizio per individuare la città perduta di Ubar, da parte di Cassandra Sanchez, sua ex compagna e in realtà membro dell'organizzazione terroristica Gilda.
Inizia una ricerca costellata da drammi familiari, antichi misteri e segreti inconfessabili nell'Oman per trovare un'incredibile fonte di energia che portò millenni fa alla distruzione di una delle più grandi città dell'antichità e ora durante una tempesta perfetta rischia di distruggere il mondo.

## Edizioni
- James Rollins, La città sepolta, traduzione di Marco Zonetti, Editrice Nord, 2008,  p. 524, ISBN 978-88-429-1497-6.